# Hikaru Manabe
Hikaru Manabe (japanisch 眞鍋 旭輝 Manabe Hikaru; * 17. Oktober 1997 in Kumamoto, Präfektur Kumamoto) ist ein japanischer Fußballspieler.

## Karriere
Hikaru Manabe erlernte das Fußballspielen in der Schulmannschaft der Kumamoto Ozu High School sowie in der Universitätsmannschaft der Toin University of Yokohama. Seinen ersten Vertrag unterschrieb er 2020 beim Renofa Yamaguchi FC. Der Verein aus Yamaguchi spielte in der zweiten japanischen Liga, der J2 League. Sein Zweitligadebüt gab er am 5. Juli 2020 im Heimspiel gegen den Ehime FC. Hier stand er in der Startelf und spielte die kompletten 90 Minuten. In seiner ersten Profisaison kam er auf 27 Einsätze in der Liga. Nach insgesamt 58 Ligaspielen wechselte er im Januar 2023 zum Drittligisten Tegevajaro Miyazaki.